# Ии Наотора
Ии Наотора (яп. 井伊 直虎; ум. 12 сентября 1582) — японская женщина-воин (онна-бугэйся) и даймё периода Сэнгоку. Она была дочерью и единственным ребёнком Ии Наомори, 18-го главы рода Ии. Ии Наотора сама возглавила клан и была вассалом рода Имагава. Благодаря своим заслугам она стала даймё и удостоилась титула «женщины-землевладельца» (女地頭).
Наибольшую славу ей принесло спасение своего рода от уничтожения и продолжение его. Приходясь родственницей госпоже Цукияме, первой жене Токугавы Иэясу, Ии Наотора перешла на сторону клана Мацудайра из провинции Микава. Клан Ии, который Наотора в качестве опекуна Ии Наомасы защищала, процветал к тому времени уже более 200 лет, и стал одним из главных самурайских кланов, сформировавших правительство Сёгуната Токугава.

## Ранние годы
Ии Наотора была дочерью Ии Наомори, 18-го главы клана Ии из провинции Тотоми, который был побеждён Имагавой Ёсимото и стал вассалом рода Имагава.
У клана Ии не было наследника мужского пола, поэтому двоюродный дед Наторы Ии Наомицу попытался обручить с ней своего сына Ии Наотику, чтобы тот смог стать впоследствии во главе клана. Наомицу также планировал восстать против Имагавы. Неизвестные сторонники Имагавы донесли об этих планах им, которые приказали Наомицу и его сыну Наотике совершить сэппуку. Наомицу покончил с собой, но Наотика, тогда совсем ещё молодой, нашёл спасение у буддийского священнослужителя Нанкэя и сумел бежать в Синано. Наотора была отдана в буддийское служение, в возрасте десяти лет Нанкэй дал ей имя Дзиро Хоси (次郎法師).
Наомори и Ёсимото погибли в битве при Окэхадзаме в 1560 году, по итогам которой клан Имагава потерял власть, а провинция погрузилась в хаос. Наотика вернулся в Ииною примерно через десять лет после своего бегства, будучи женатым на другой женщине.
Наотика некоторое время управлял кланом, но, как и его отец, он вынашивал планы восстания против Имагавы. Но и на этот раз неизвестные предатели донесли о его намерениях Имагаве, и Наотика был убит Имагавой Удзидзанэ в 1560 году. По некоторым слухам, он был убит из-за анонимного сообщения Оно Митиёси. В 1563 году Ии Наохира, дед Наоторы, и другие члены клана Ии получили приказ проникнуть в замок Хикума в качестве доказательства своей верности Имагаве. Отадзу но ката, жена Иио Цуратацу (хозяина замка Хикума), пригласила Наохиру на встречу со своим мужем, планируя устранить его, чтобы иметь возможность претендовать на власть в Тотоми. 18 сентября Отадзу-но ката отравила чай Наохиры, который вскоре умер. После смерти Наохиры и преодоления ряда препятствий Дзиро Хоси вернулась к светской жизни, приняла мужское имя Наотора и объявила себя номинальной главой клана Ии.

## Правление
После того, как род Имагава расправился с несколькими членами клана Ии, тот столкнулся с угрозой своего исчезновения. Наотора была одной из последних его представителей, наряду со своей матерью и племянницей (Такасэхимэ). Она усыновила детей Наотики: дочь Такасэ и сына Ии Наомасу. Наотора взяла на себя обеспечение условий для будущего успешного правления Наомасы, когда он станет её преемником. Она управляла небольшой провинцией, которую окружали одни из самых могущественных кланов того времени — Мацудайра, Такэда и Имагава.
В первый период своего правления Наотора зачастую пыталась посредничать между Имагавой Удзидзанэ и его бабушкой Дзюкэй-ни, в то время как род Имагава враждовал с кланом Ии. Токугава Иэясу, бывший вассал клана Имагава, вступил в войну с Удзидзанэ. Ему удалось заключить союз с Одой Нобунагой после гибели Ёсимото в 1560 году. Женой Иэясу была госпожа Цукияма, происходившая из рода Имагава и состоявшая в родстве с Наоторой.
В 1564 году Ниино Тиканори, вассал клана Ии, осадил замок Хикума, чтобы доказать верность Наоторы Имагаве Удзидзанэ, но был убит. Замок защищали Отадзу и Цурутацу. Наотора предположительно испытывала трудности с удержанием позиции лидера своего клана из-за постоянного сопротивления со стороны вассалов рода Имагава, поэтому она тайно искала поддержки у других кланов. После многочисленных угроз со стороны вассалов Имагавы Ии Наотора, наконец, вступила в союз с Иэясу и приняла участие в победных акциях клана Мацудайра в провинциях Тотоми и Микава.

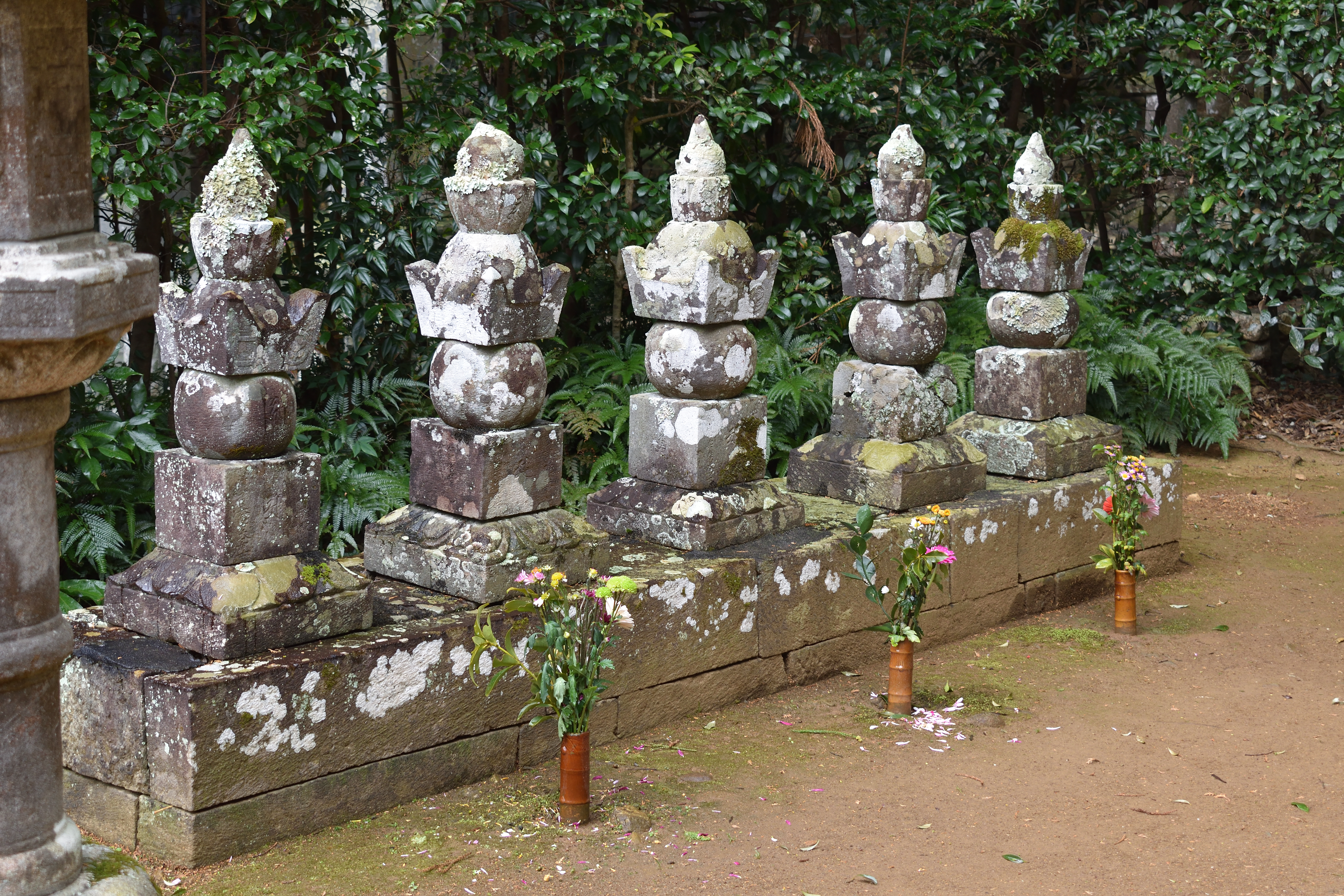
Могила Наоторы и других членов клана Ии

Действия Наоторы были судьбоносными для её клана. Она добилась независимости Ии после более двухсот лет служения Имагаве. В некоторых рассказах она изображается как «нетрадиционный властитель» из-за разнообразия её стратегий и необычных способов защиты своих владений и людей. Так есть свидетельства, что Наотора, в прошлом бывшая монахиней, часто действовала так, чтобы избежать кровопролитных сражений, чем заслужила уважение многих своих людей. Она способствовала развитию сельского хозяйства и значительному расширению владений своего клана в регионе Энсю. Наотора активно содействовала Иэясу в достижении его целей, который впоследствии стал первым сёгуном Токугава.
В 1568 году Дзюкэй-ни скончалась, и год спустя род Имагава вновь погрузился в кризис. Удзизанеэ сдался клану Мацудайра, к которому принадлежал Иэясу, осадивший замок Хикума и захвативший его у Отадзу но каты. По некоторым сведениям Наотора принимала активное участие в этой битве, мща за смерть своего прадеда, но это, вероятно, является легендой периода Эдо. В том же году Оно Митиёси, бывший союзником Наоторы, отстранил её от руководства кланом Ии с помощью сторонников Имагавы. Наотора скрылась в храме Рётан-дзи в Хамамацу. Во время своего пребывания там Наотора получила помощь Иэясу и отбила свой замок Ииноя. Митиёси был казнён, его голова была выставлена на публичное обозрение.
В 1572 году Такэда Сингэн лично осадил Ииною и другие замки в Тотоми и Микаве. Битва при Микатагахара произошла недалеко от владений Наоторы. После нескольких дней сопротивления Наотора сдала замок Ииноя противнику, чтобы предотвратить кровопролитие. В 1573 году Сингэн заболел и умер, будучи во владениях Наоторы. Армия клана Такэда отступила из Иинои, и Наотора вновь заняла место даймё. В 1582 году она скончалась от болезни и была похоронена в храме Рётан-дзи. Ии Наомаса, сын Наочики, которого она усыновила, унаследовал после её смерти главенство в роде Ии.

## В массовой культуре
- Ко Сибасаки исполнила её роль в тайга дораме NHK 2017 года «Наотора: госпожа-военачальница» (おんな城主 直虎).
- Ии Наотора фигурирует в компьютерных видеоиграх Capcom: Sengoku Basara 4 и Sengoku Basara: Sanada Yukimura-Den, будучи озвученной Маайей Сакамото, а также в играх Koei Tecmo: Samurai Warriors 4, Warriors Orochi 4, Dead or Alive 5 Last Round и Warriors All-Stars.